# Vogel-Nestwurz
Die Vogel-Nestwurz  (Neottia nidus-avis) ist eine Pflanzenart aus der Gattung der Nestwurzen (Neottia) in der Familie der Orchideen (Orchidaceae). Sie ist blattgrünlos und kommt in fast ganz Europa vor. Der Name geht auf die vogelnestartige Form des Wurzelstocks zurück.
Um auf die besondere Gefährdung dieser Art aufmerksam zu machen, wurde die Vogel-Nestwurz vom Arbeitskreis Heimische Orchideen zur Orchidee des Jahres 2002 gewählt.

## Beschreibung

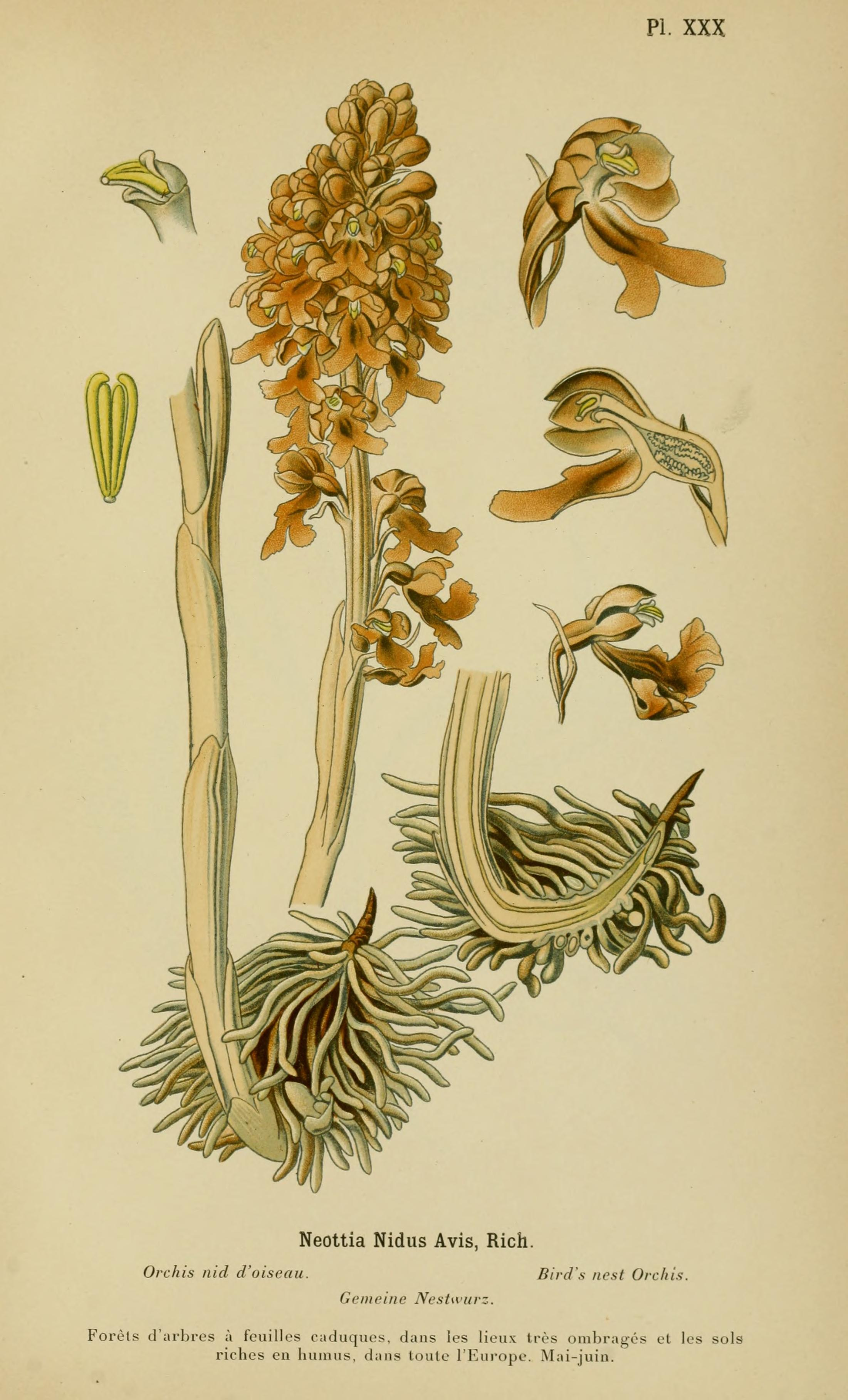
Illustration aus Album des orchidées de l'Europe centrale et septentrionale, 1899

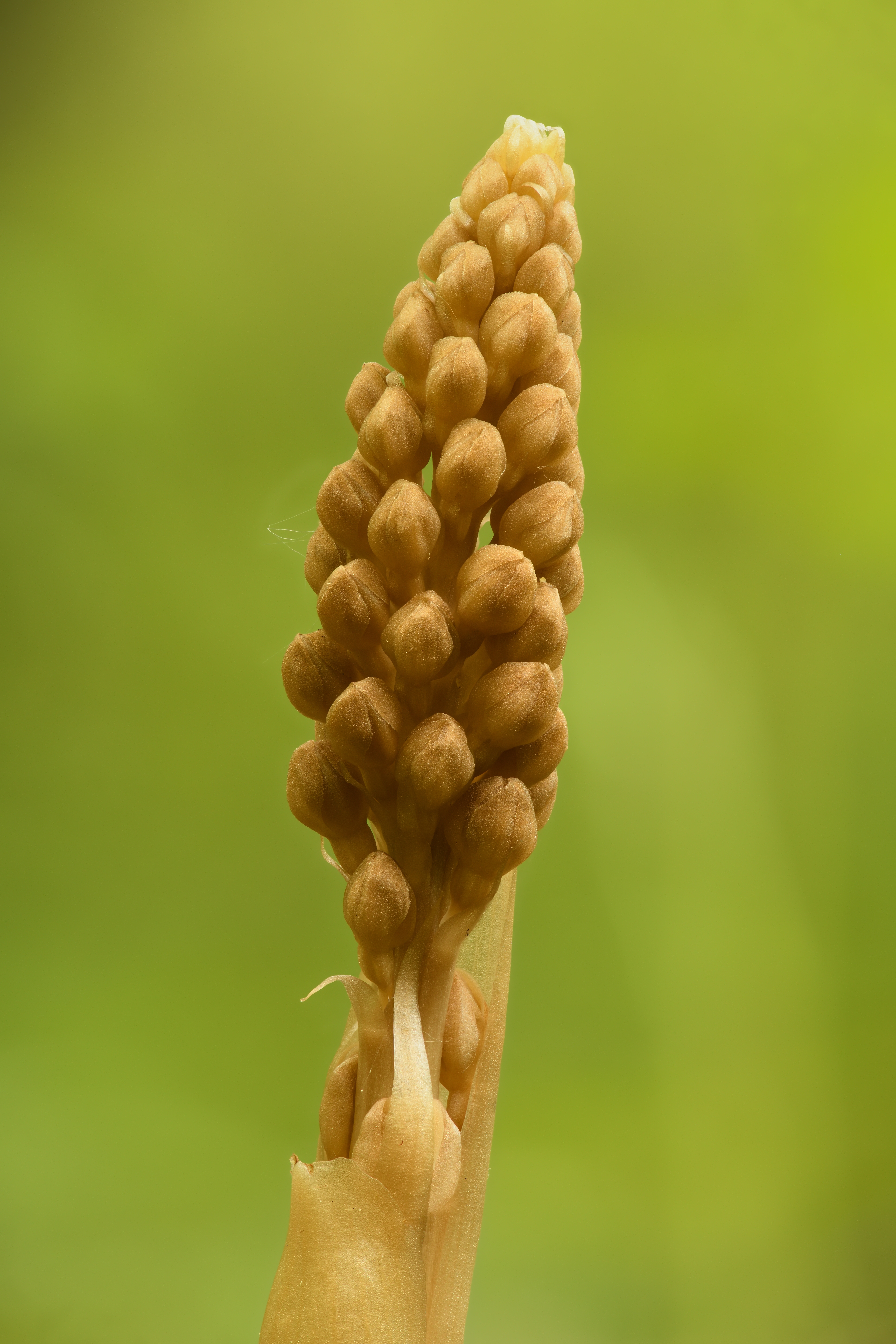
Knospen

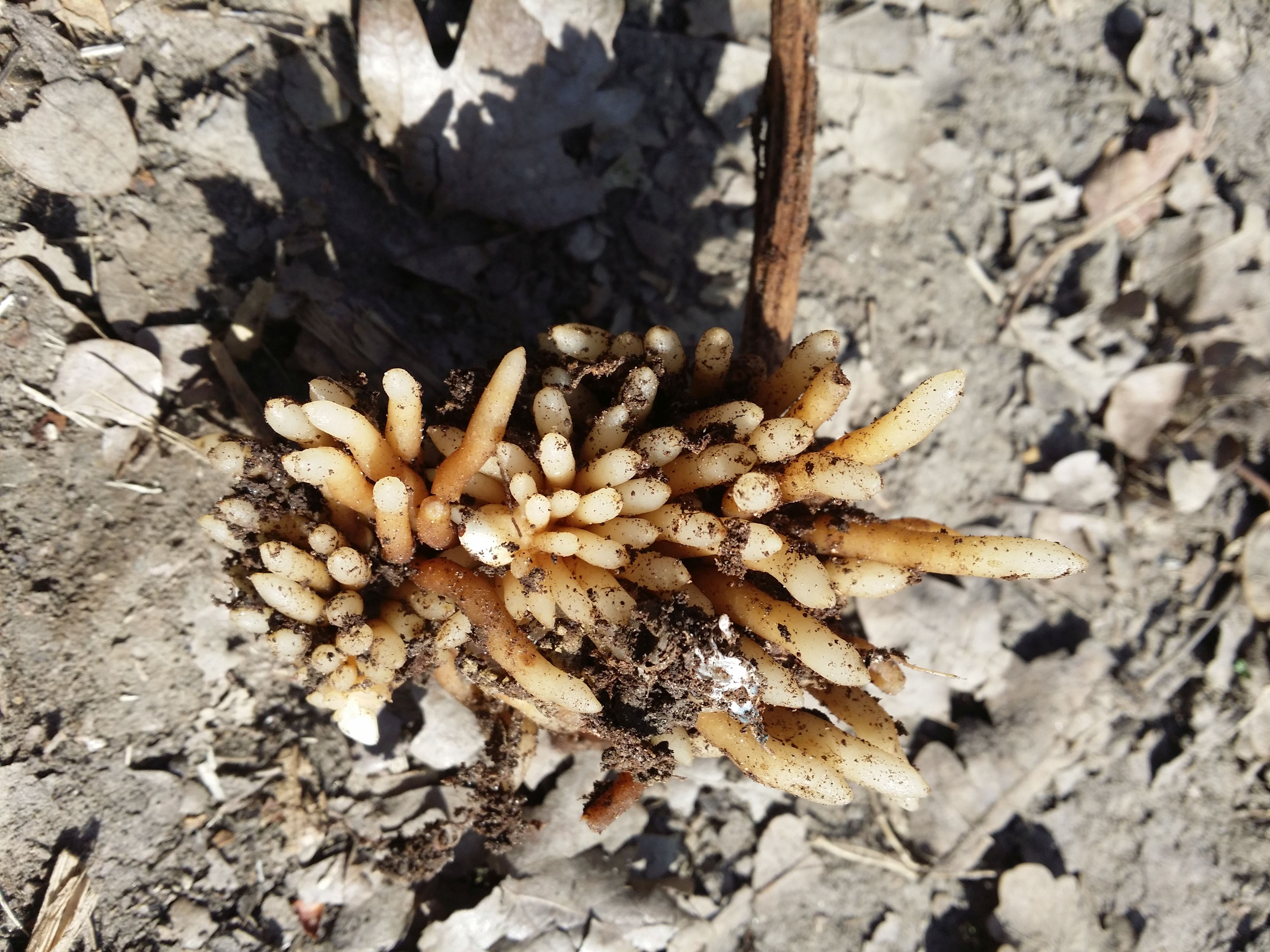
Wurzelstock

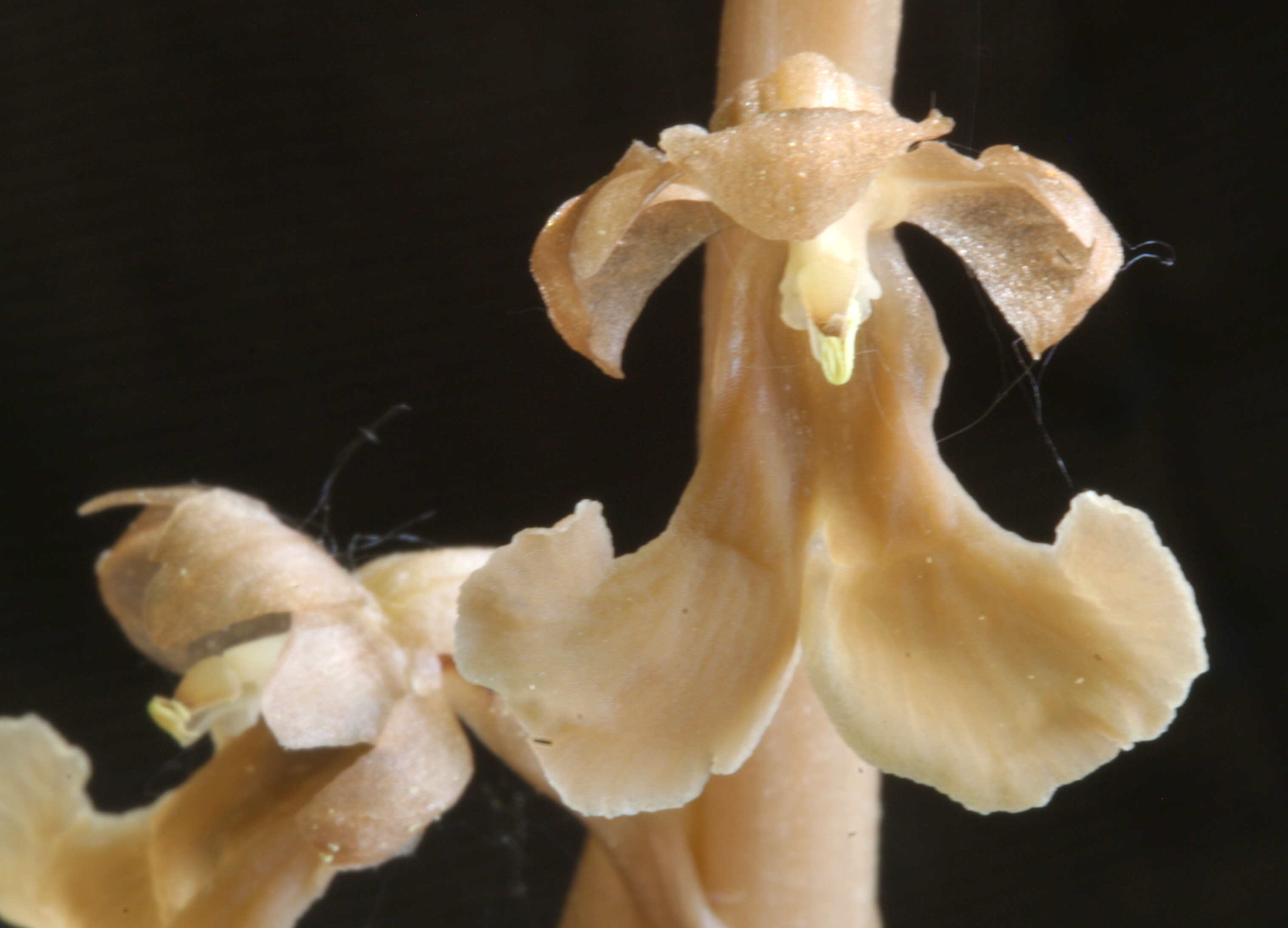
Blüte

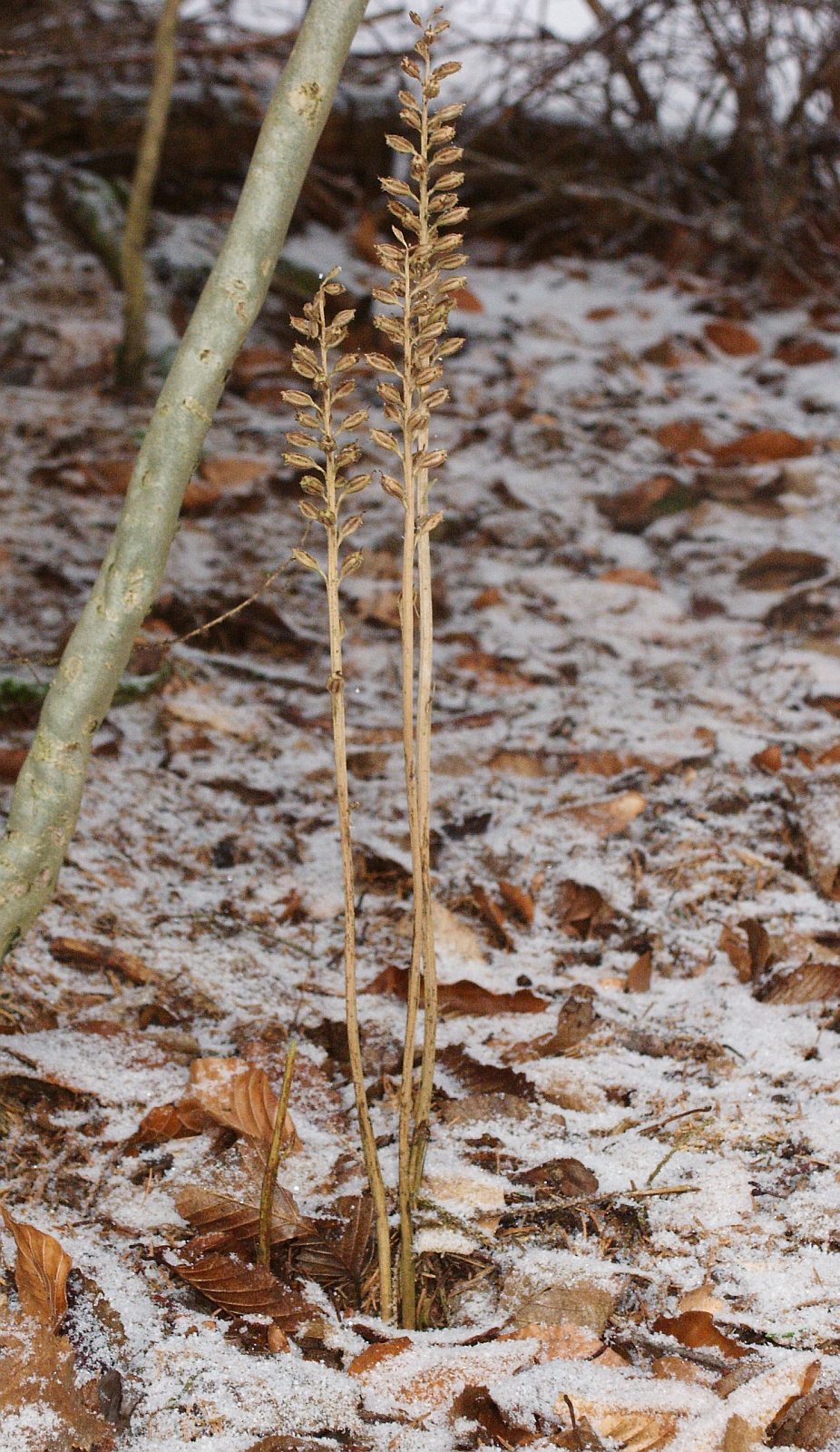
Fruchtstände im Winter

### Vegetative Merkmale
Die Vogel-Nestwurz ist eine ausdauernde krautige Pflanze und erreicht Wuchshöhen von 20 bis 35, selten bis 60 Zentimetern. Alle Pflanzenteile sind gewöhnlich gelblich-braun, an Eichenholz erinnernd. Die Grundachse ist kräftig, walzlich, horizontal. Das kriechende Rhizom ist mit zahlreichen, verdickten Fasern besetzt, an deren Enden sich Adventivknospen bilden können, aus denen später oberirdische Triebe wachsen. Die zahlreichen Wurzeln sind fleischig und miteinander verflochten, nestartig angeordnet und ohne Wurzelhaare. Der Stängel ist dick, aufrecht, gerillt, ledergelb bis hellbraun, kahl oder oberwärts mehr oder weniger drüsenhaarig, mit vier bis fünf anliegenden Schuppenblättern. Die Schuppenblätter sind meist scheidenartig, lanzettlich. Die Schuppenblätter können sich gelegentlich zu einer echten Spreite ausbilden.

### Generative Merkmale
Der Blütenstand ist reichblütig, oft verlängert, am Grunde meist locker, die untersten Blüten stehen jedoch zuweilen entfernt, oberwärts dicht. Die Tragblätter sind linealisch-lanzettlich, zugespitzt, ungefähr halb so lang wie der kahle oder drüsig-behaarte, gestielte Fruchtknoten, dessen Stiel gedreht ist.
Die zwittrigen Blüten sind zygomorph, dreizählig, mittelgroß, aufrecht, nach Honig duftend, braun, hellbraun oder hellgraubraun. Die Perigonblätter neigen fast helmförmig zusammen; die äußeren sind ziemlich gleich gestaltet, halbkugelig abstehend, vorn zuweilen etwas kerbig gezähnt, die seitlichen inneren etwas schmaler, am Grunde ein wenig keilförmig. Das Labellum ist etwas länger als die übrigen Perigonblätter (0,5 bis 1,2 Zentimeter lang), am Grunde etwas sackartig ausgehöhlt, abstehend, nach der Spitze zu in zwei seitlich spreizende, fast halbmondförmige, vorn oft gezähnelte Lappen gespalten. Am Ansatz des Labellums finden sich feine Nektardrüsen. Das Säulchen steht fast rechtwinklig zum Labellum, ist ziemlich lang und fast walzlich gestaltet. Der herzförmige und zweifächrige Staubbeutel steht auf der Säule leicht nach hinten versetzt. Die vier darin enthaltenen Pollenmassen sind hellgelb und pulverig und angeheftet an eine ausgesprochen kleine, wässrig glänzende Klebscheibe.
Die Kapselfrucht ist oval, mit sechs wulstigen Kanten, kahl oder mehr oder weniger drüsenhaarig.
Die Blütezeit ist Mai bis Juli. Fruchtreife ist von August bis Oktober.
Die Chromosomenzahl beträgt 2n = 36.
Die Pflanze lebt mykoheterotroph und betreibt keine Photosynthese. Ihre 15 bis 20 µm langen Plastiden sind – soweit sie nicht der Stärkespeicherung dienen – spindelförmig, dabei nur etwa 1,5 µm breit und enthalten teilweise ausgedehnte Thylakoide.

## Ökologie
Die Vogel-Nestwurz ist ein sogenannter Vollschmarotzer (Holoparasit). Sie ist fast ohne Chlorophyll, und auch ihre Spaltöffnungen sind spärlich und funktionslos. Ein Pflanzenexemplar benötigt von der Keimung bis zur Blühreife etwa neun Jahre. Nach der Blütezeit zerfällt das Rhizom oft von der Mitte her, und es entwickeln sich von randständigen Wurzeln ausgehende Tochterpflanzen, die dann nach einigen Jahren zur Blühreife gelangen. Wurzelhaare fehlen, stattdessen versorgt der Pilz die Pflanze vollständig mit Wasser, Nährsalzen und Assimilaten; es liegt also eine Myko-Heterotrophie vor. Die äußeren Schichten der Wurzelrinde besitzen Pilzhyphen im Zellinneren, es handelt sich also um eine endotrophe Mykorrhiza des Orchideen-Typs; in den weiter innen gelegenen Schichten werden die Pilzhyphen verdaut. Die Pflanze ist also kein Saprophyt, sondern sie parasitiert auf dem Pilz. Da dieser gleichzeitig als ektotropher Mykorrhiza-Pilz in Kontakt mit den Baumwurzeln, z. B. von Buchen steht, stammen die organischen Verbindungen letztlich von den Bäumen; man spricht hier von Epiparasitismus.
Die vormännlichen Blüten sind unscheinbare, nach Honig duftende „Lippenblumen“ vom Orchideen-Typ. Ein Sporn fehlt, das Nektarium befindet sich in einer sackförmigen Ausbuchtung des hinteren Teils der Lippe. Der pulverförmige Pollen ist wenig zusammenhängend. Am Rostellum beschmieren sich die Bestäuber, besonders Fliegen, mit der Klebmasse eines hier abgegebenen Leimtropfens, mit deren Hilfe der Pollen an den Tieren haften bleibt. Selbstbestäubung erfolgt durch Pollen, der auf die Narbe herab fällt. Die Pflanze ist auch kleistogam und blüht und fruchtet dann unterirdisch oder geokarp.
Die Früchte sind Kapseln, die sich im trockenen Zustand durch Längsspalten öffnen und als Wind- und Tierstreuer fungieren. Vertrocknete Fruchtstängel bleiben oft jahrelang erhalten. Die winzigen, länglichen Samen sind Körnchenflieger.
Vegetative Vermehrung erfolgt durch die an den Enden der Wurzeln gebildeten Sprosse.

## Vorkommen
Die Vogel-Nestwurz ist mit Ausnahme des nördlichsten Skandinaviens in ganz Europa heimisch, strahlt aber weit nach Russland und in den Kaukasusraum bis zum Iran aus. Sie kommt außerdem in Nordwestafrika vor. In Europa kommt sie in fast allen Ländern vor und fehlt nur in Spanien, Island und Moldau.
Die Vogel-Nestwurz gedeiht meist in schattigen, nährstoffreichen Buchen- und Laubmischwäldern. Sie ist eine Charakterart des Carici-Fagetum, kommt aber auch in anderen Pflanzengesellschaften der Verbände Fagion oder Carpinion vor.
In den Alpen steigt sie bis in eine Höhenlage von 1500 Meter auf. In den Allgäuer Alpen steigt sie im Tiroler Teil am Hüttenwald nahe der Petersberg-Alpe im Hinterhornbachtal bis in eine Höhenlage von 1400 Meter auf. Nach Baumann und Künkele hat die Vogel-Nestwurz in den Alpenländern folgende Höhengrenzen: Deutschland 20 bis 1440 Meter, Frankreich 500 bis 1970 Meter, Schweiz 390 bis 1720 Meter, Liechtenstein 430 bis 1600 Meter, Österreich 200 bis 1650 Meter, Italien 10 bis 1900 Meter, Slowenien 170 bis 1440 Meter. In Europa steigt die Vogel-Nestwurz in Albanien bis 2200 Meter auf, im Iran bis 2400 Meter.
Die ökologischen Zeigerwerte nach Landolt & al. 2010 sind in der Schweiz: Feuchtezahl F = 3 (mäßig feucht), Lichtzahl L = 1 (sehr schattig), Reaktionszahl R = 4 (neutral bis basisch), Temperaturzahl T = 3+ (unter-montan und ober-kollin), Nährstoffzahl N = 3 (mäßig nährstoffarm bis mäßig nährstoffreich), Kontinentalitätszahl K = 3 (subozeanisch bis subkontinental).
In Deutschland wird sie vom Süden zum Norden hin seltener. Im Lauf des 20. Jahrhunderts ging die Vogel-Nestwurz in Deutschland vor allem durch eine intensive Waldwirtschaft zurück. Regional ist sie hier gefährdet.

## Naturschutz
Die Vogel-Nestwurz ist in Deutschland durch die BArtSchV besonders geschützt.

## Taxonomie und Systematik
Diese Art ist bereits seit vorlinneischer Zeit bekannt und wurde durch Carl von Linné 1753 als Ophrys nidus-avis validiert. Louis Claude Marie Richard überstellte diese Art 1817 unter dem Namen Neottia nidus-avis in De Orchideis Europaeis Annotationes S. 37 in die Gattung Neottia. Gattungs- und Artname (ersteres Griechisch, letzteres Latein) sind gleichbedeutend und bedeuten auf Deutsch „(Vogel-)Nestwurz“.
Die von Vladimir Komarov 1901 beschriebene Varietät Neottia nidus-avis var. manshurica wird nicht mehr anerkannt und stattdessen mit der Art Neottia papilligera synonymisiert.

## Bildergalerie

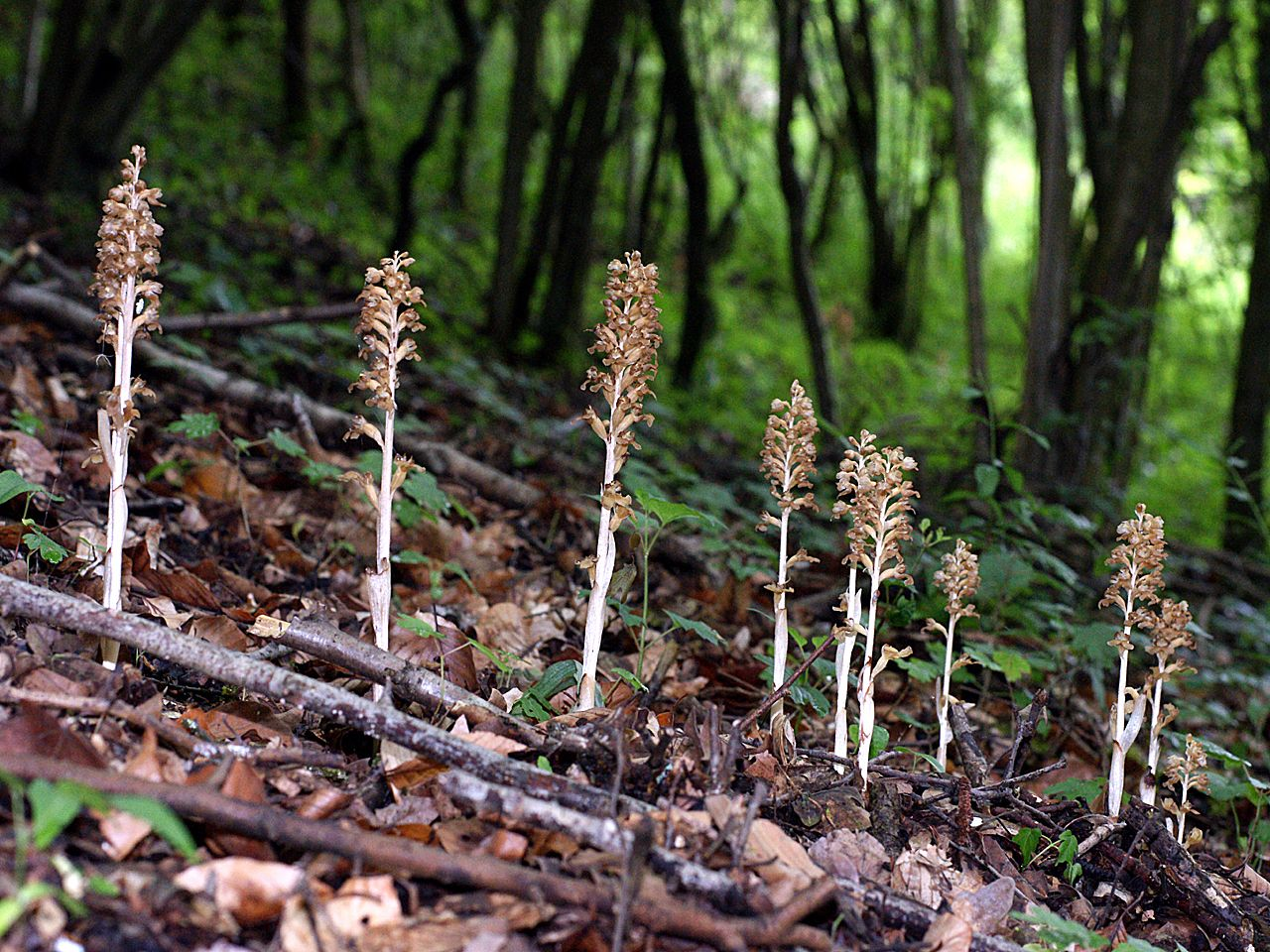
Habitat
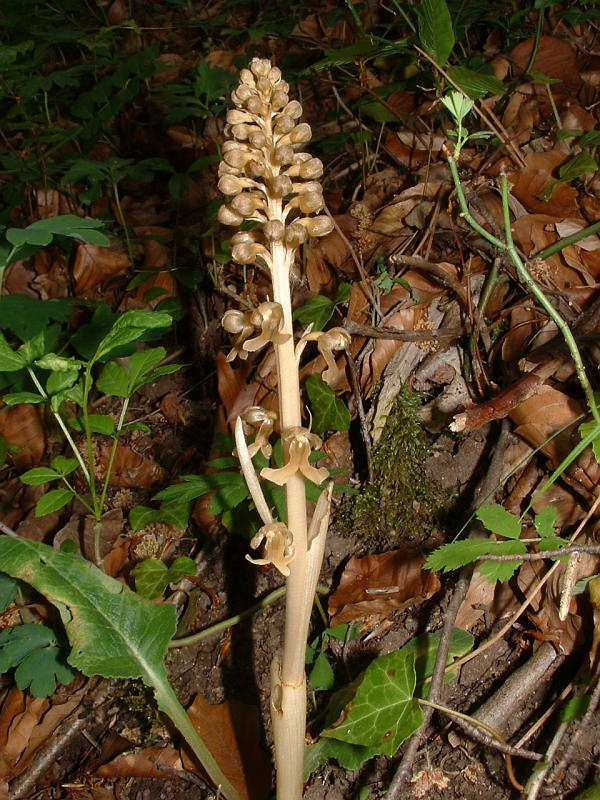
Blüten und Knospen
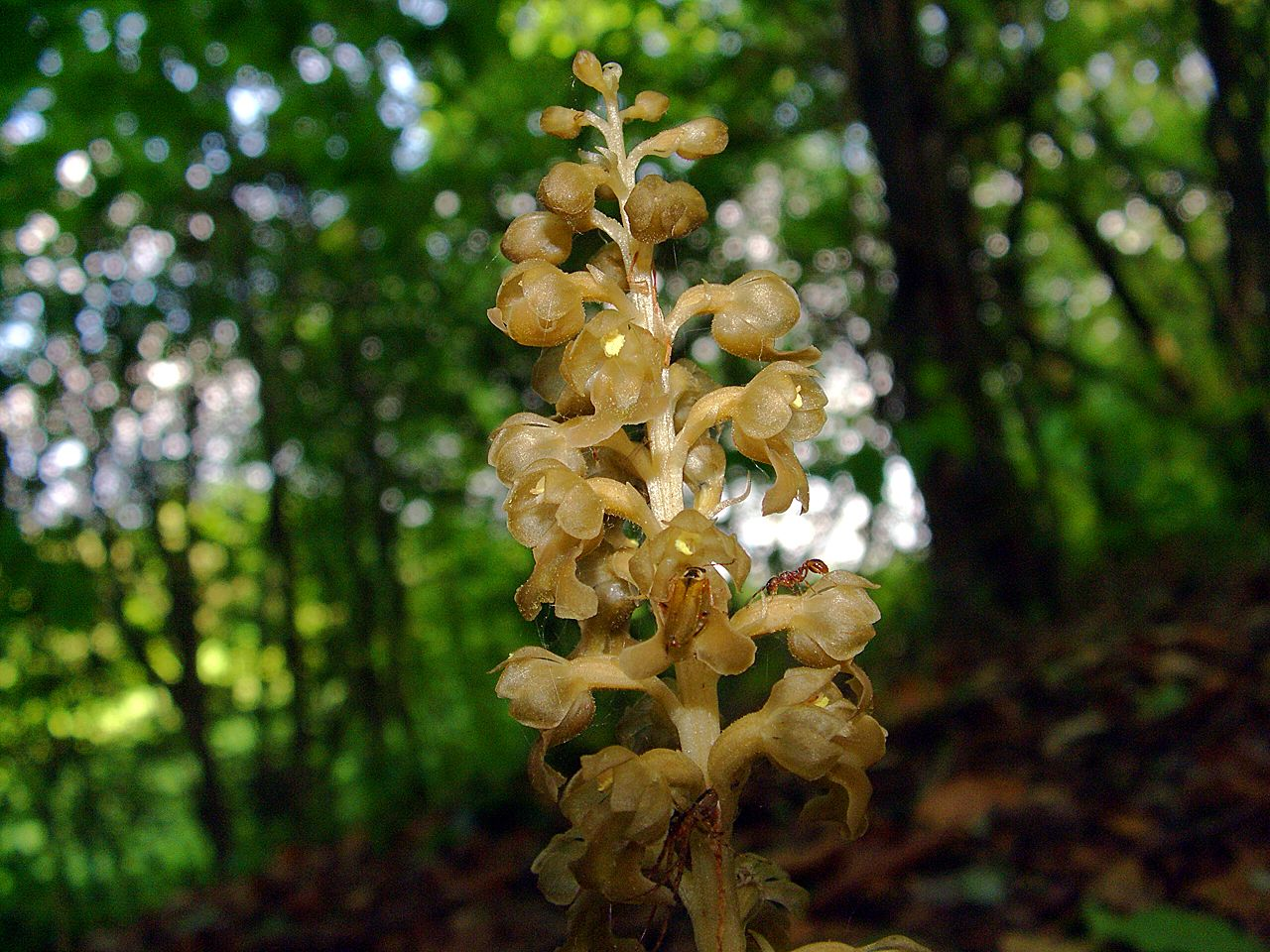
Mit Besuchern
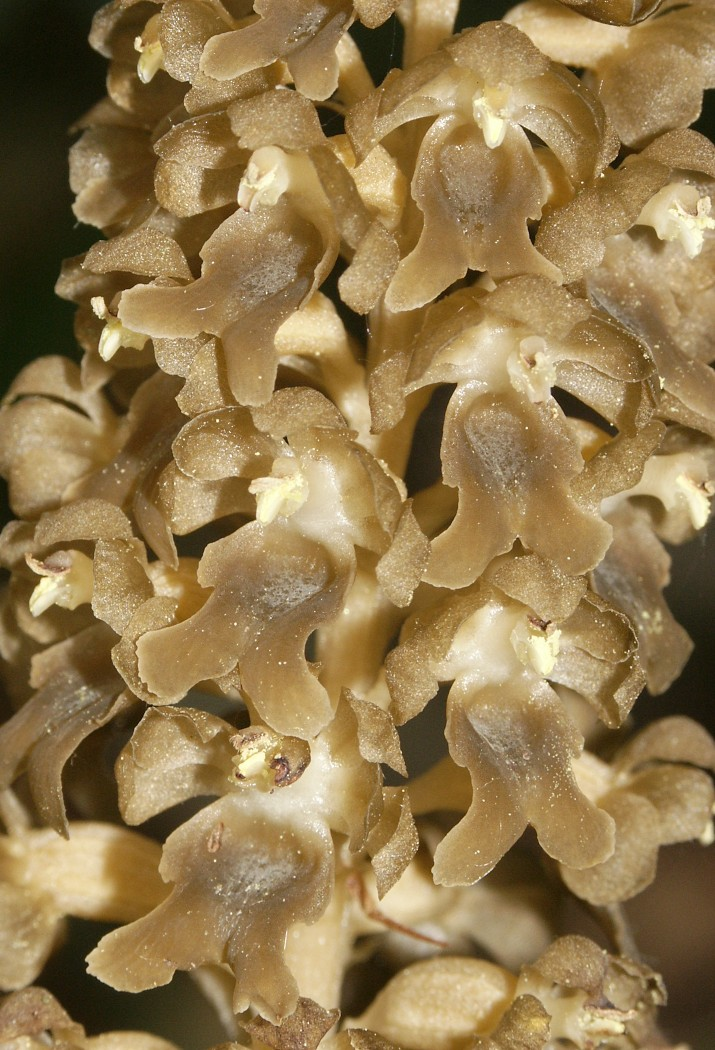
Ausschnitt eines Blütenstandes mit Blüten

## Nachweise
Fußnoten direkt hinter einer Aussage belegen diese einzelne Aussage, Fußnoten direkt hinter einem Satzzeichen den gesamten vorangehenden Satz. Fußnoten hinter einer Leerstelle beziehen sich auf den kompletten vorangegangenen Text.
1. 1 2  
Neottia nidus-avis (L.) Rich. In: Info Flora, dem nationalen Daten- und Informationszentrum der Schweizer Flora. Abgerufen am 26. März 2021.
2. 1 2 3 4 5 6 7  
Fritz Kränzlin, Walter Müller: Abbildungen der in Deutschland und den angrenzenden Gebieten vorkommenden Grundformen der Orchideen-Arten. Friedländer, Berlin 1904, Tafel 43 und 2 Seiten Text (Digitalisat). Nachdruck unter dem Titel: Heimische Orchideen. Bearbeitet und kommentiert von Gerd K. Müller. Manuscriptum, Waltrop u. a. 2001, ISBN 3-933497-69-8, S. 42–44 & 12a–13a.
3. 1 2 3 4  
Karl Suessenguth: Illustrierte Flora von Mitteleuropa. Mit besonderer Berücksichtigung von Großdeutschland, der Schweiz und den Nachbargebieten. Zum Gebrauche in den Schulen und zum Selbstunterricht. Begründet von Gustav Hegi. 2., neubearbeitete Auflage. Band II: Monocotyledones, II. Teil. J. F. Lehmanns, München/Berlin 1939, S. 516.
4. 1 2 3 4 5  
Ruprecht Düll, Herfried Kutzelnigg: Taschenlexikon der Pflanzen Deutschlands und angrenzender Länder. Die häufigsten mitteleuropäischen Arten im Porträt. 7., korrigierte und erweiterte Auflage. Quelle & Meyer, Wiebelsheim 2011, ISBN 978-3-494-01424-1, S. 529–530.
5. 1 2  
Erich Oberdorfer: Pflanzensoziologische Exkursionsflora für Deutschland und angrenzende Gebiete. Unter Mitarbeit von Angelika Schwabe und Theo Müller. 8., stark überarbeitete und ergänzte Auflage. Eugen Ulmer, Stuttgart (Hohenheim) 2001, ISBN 3-8001-3131-5.
6. ↑  
W. Menke, B. Wolfersdorf: Über die Plastiden von Neottia nidus-avis. In: Planta. Band 78, Nr. 2, 1968, S. 134–143, doi:10.1007/BF00406646.
7. ↑  
Verbreitung auf der Nordhalbkugel aus: Eric Hultén, Magnus Fries: Atlas of North European vascular plants. 1986, ISBN 3-87429-263-0 bei Den virtuella floran. (schwed.)
8. ↑  
Neottia nidus-avis. In: POWO = Plants of the World Online von Board of Trustees of the Royal Botanic Gardens, Kew: Kew Science, abgerufen am 13. Dezember 2016.
9. ↑  
World Checklist of Selected Plant Families 2010, The Board of Trustees of the Royal Botanic Gardens, Kew. In: Datenblatt Neottia nidus-avis In: Euro+Med Plantbase - the information resource for Euro-Mediterranean plant diversity.
10. ↑  
Erhard Dörr, Wolfgang Lippert: Flora des Allgäus und seiner Umgebung. Band 1, IHW, Eching 2001, ISBN 3-930167-50-6, S. 305.
11. 1 2  
Helmut Baumann, Siegfried Künkele: Orchidaceae. In: Oskar Sebald et al.: Die Farn- und Blütenpflanzen Baden-Württembergs. 1. Auflage Band 8, Verlag Eugen Ulmer, Stuttgart 1998, ISBN 3-8001-3359-8, S. 323.
12. ↑  Gerald Parolly: Neottia. In: Schmeil-Fitschen: Die Flora Deutschlands und angrenzender Länder. 98. Auflage. Verlag Quelle & Meyer, Wiebelsheim 2024. ISBN 978-3-494-01943-7. S. 191.
13. ↑  
Carl von Linné: Species Plantarum. Band 2, Lars Salvius, Stockholm 1753, S. 945 (Digitalisat).
14. ↑  
Louis Claude Marie Richard: De Orchideis Europaeis Annotationes. In: Mémoires du Muséum d'histoire naturelle. Band 4, 1818, S. 23–61 (hier: S. 59; Digitalisat).
15. ↑  
Neottia bei Tropicos.org. Missouri Botanical Garden, St. Louis, abgerufen am 25. Mai 2012.
16. ↑  
Helmut Genaust: Etymologisches Wörterbuch der botanischen Pflanzennamen. 3., vollständig überarbeitete und erweiterte Auflage. Nikol, Hamburg 2005, ISBN 3-937872-16-7, S. 415 (Nachdruck von 1996).
17. ↑  
Xinqi Chen, Stephan W. Gale, Phillip J. Cribb: Neottia. In: Wu Zheng-yi, Peter H. Raven, Deyuan Hong (Hrsg.): Flora of China. Volume 25: Orchidaceae. Science Press / Missouri Botanical Garden Press, Beijing / St. Louis 2009, ISBN 978-1-930723-90-0, Neottia papilligera, S. 187 (englisch, online).

## Weiterführende Literatur
- Manfred A. Fischer, Wolfgang Adler, Karl Oswald: Exkursionsflora für Österreich, Liechtenstein und Südtirol. 2., verbesserte und erweiterte Auflage. Land Oberösterreich, Biologiezentrum der Oberösterreichischen Landesmuseen, Linz 2005, ISBN 3-85474-140-5.
- Fritz Füller: Orchideen Mitteleuropas, 7. Teil. Limodorum, Epipogium, Neottia, Corallorhiza (= Die Neue Brehm-Bücherei. Band 385). 3. Auflage (unveränderter Nachdruck der 2. Auflage von 1977). Westarp Wissenschaften, Hohenwarsleben 2002, ISBN 3-89432-491-0.